# Sassetot-le-Malgardé
Sassetot-le-Malgardé is een gemeente in het Franse departement Seine-Maritime (regio Normandië) en telt 96 inwoners (2009). De plaats maakt deel uit van het arrondissement Dieppe.

## Geografie
De oppervlakte van Sassetot-le-Malgardé bedraagt 2,6 km², de bevolkingsdichtheid is dus 36,9 inwoners per km².
De onderstaande kaart toont de ligging van Sassetot-le-Malgardé met de belangrijkste infrastructuur en aangrenzende gemeenten.

## Demografie
Onderstaande figuur toont het verloop van het inwonertal (bron: INSEE-tellingen).